# 李夏恩
李夏恩（韓語：이하은，1998年2月19日—），韓國女演員。2017年参演短片《死胡同》出道，此后参演《天生的仇恨者》《鲶鱼美琪》等短片和独立电影，2020年首次参演电视剧《模範刑警》，2021年在电视剧《黑洞》中一人分饰两角给观众留下深刻印象。

## 演出作品

### 電視劇
- 2019年：JTBC《模範刑警》飾演 李恩慧
- 2021年：OCN《黑洞》飾演 尹新星
- 2021年：KBS《學校2021》飾演 鄭敏書
- 2022年：JTBC《模範刑警2》飾演 李恩慧
- 2023年：SBS《惡鬼》飾演 李兌永

### 电影
- 2017年：短片《死胡同》饰演 文英
- 2019年：《鲶鱼美琪》饰演 高中生
- 2024年：《宥贞姐姐》（언니 유정）饰演 奇贞[7]